# Vor Frue (Roskilde)
Vor Frue is een plaats in de Deense regio Seeland, gemeente Roskilde, en telt 650 inwoners (2007). Deze gemeente ligt ten zuiden van Roskilde.

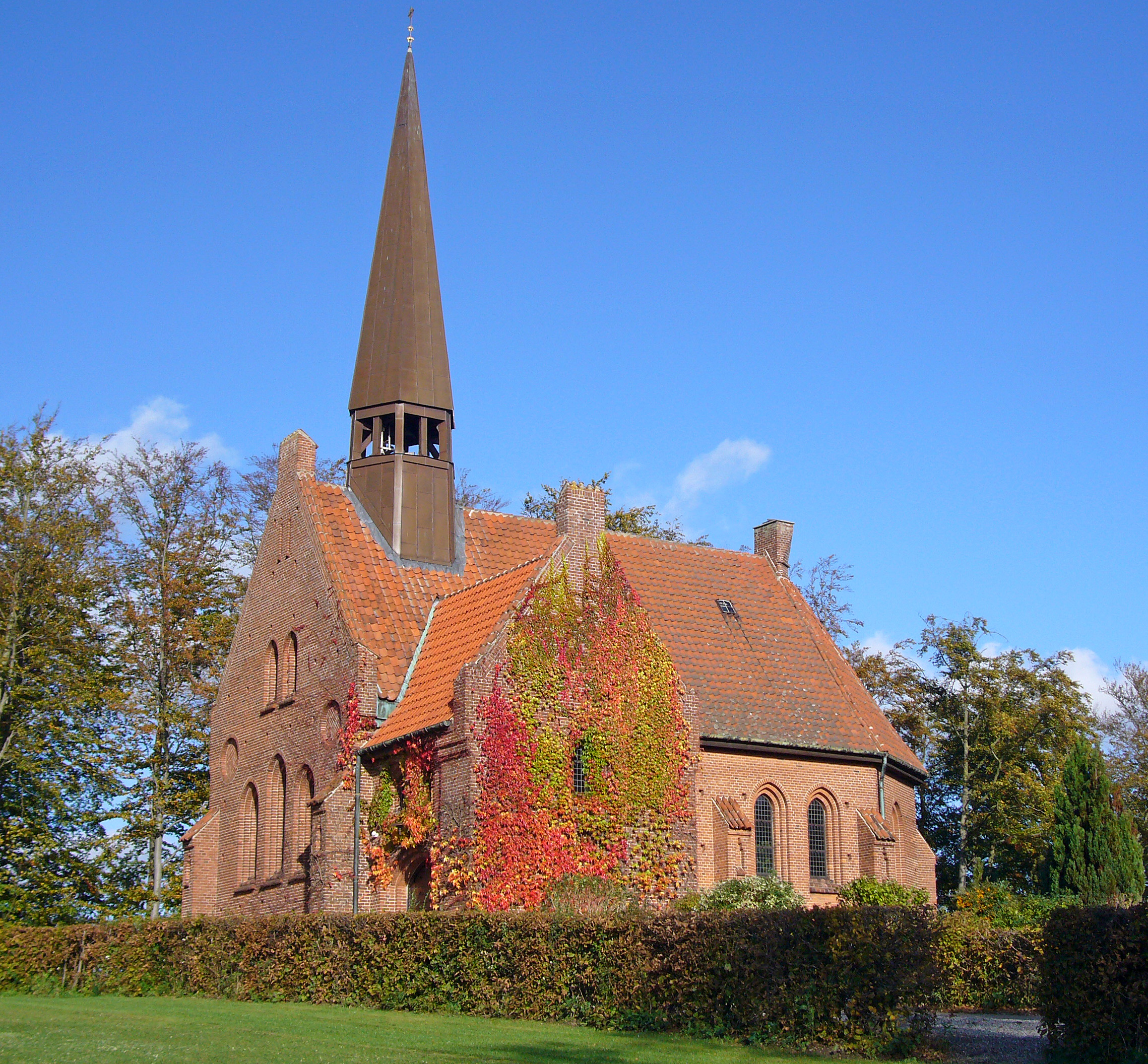
OLV-kerk van Vor Frue (Roskilde)